# Brasserie d'Achouffe
La Brasserie d'Achouffe est une entreprise belge fondée en 1982 et située dans le petit village ardennais d'Achouffe faisant partie de la commune de Houffalize en province de Luxembourg. Elle fait partie du groupe brassicole Duvel Moortgat et produit plusieurs bières spéciales parmi lesquelles la Chouffe.

## Histoire
L'histoire commence avec deux beaux-frères, Pierre Gobron et Christian Bauweraerts, qui brassent pour le plaisir durant leurs week-ends dans les années 70. La brasserie d'Achouffe est fondée en 1982 et le premier brassin de bière a été produit le 27 août 1982 avec 49 litres. Basé sur la légende des Ardennes flamandes, un gnome a été choisi comme logo d'entreprise de la brasserie. En 1984, Pierre Gobron quitte la production de crème glacée pour devenir le premier employé suivi par Bauweraerts quatre ans plus tard. En 1987, la capacité de brassage passa à 1500 hectolitres.
Le succès de cette bière ne fait que croître et la brasserie doit s'agrandir. Quelques années plus tard, la bière brune Mc Chouffe vient compléter la production de la brasserie ardennaise.
En 1992, la production passe de 3 400 hectolitres à 5 000 hectolitres par an. À l'époque, les deux-frères ne produisaient que des grandes bouteilles de 75cl et fûts de 20L de La Chouffe et McChouffe. Les bouteilles de 33cl sont arrivées en mai 2009.
Les bières Chouffe ont reçu plusieurs prix mondiaux : en 1997, la brasserie a ainsi été classée dans le top 10 des brasseries mondiales, selon le Beverage Institute of Chicago. En 1998, la Chouffe a gagné la médaille d'or au Concours international des bières de Montréal, dans la catégorie «ale forte sur levure».
En 2006, les fondateurs de la brasserie cèdent leur entreprise au groupe brassicole Duvel Moortgat.  
Les étiquettes des bières d'Achouffe sont illustrées de lutins à la barbe blanche et au bonnet rouge.

## Bières

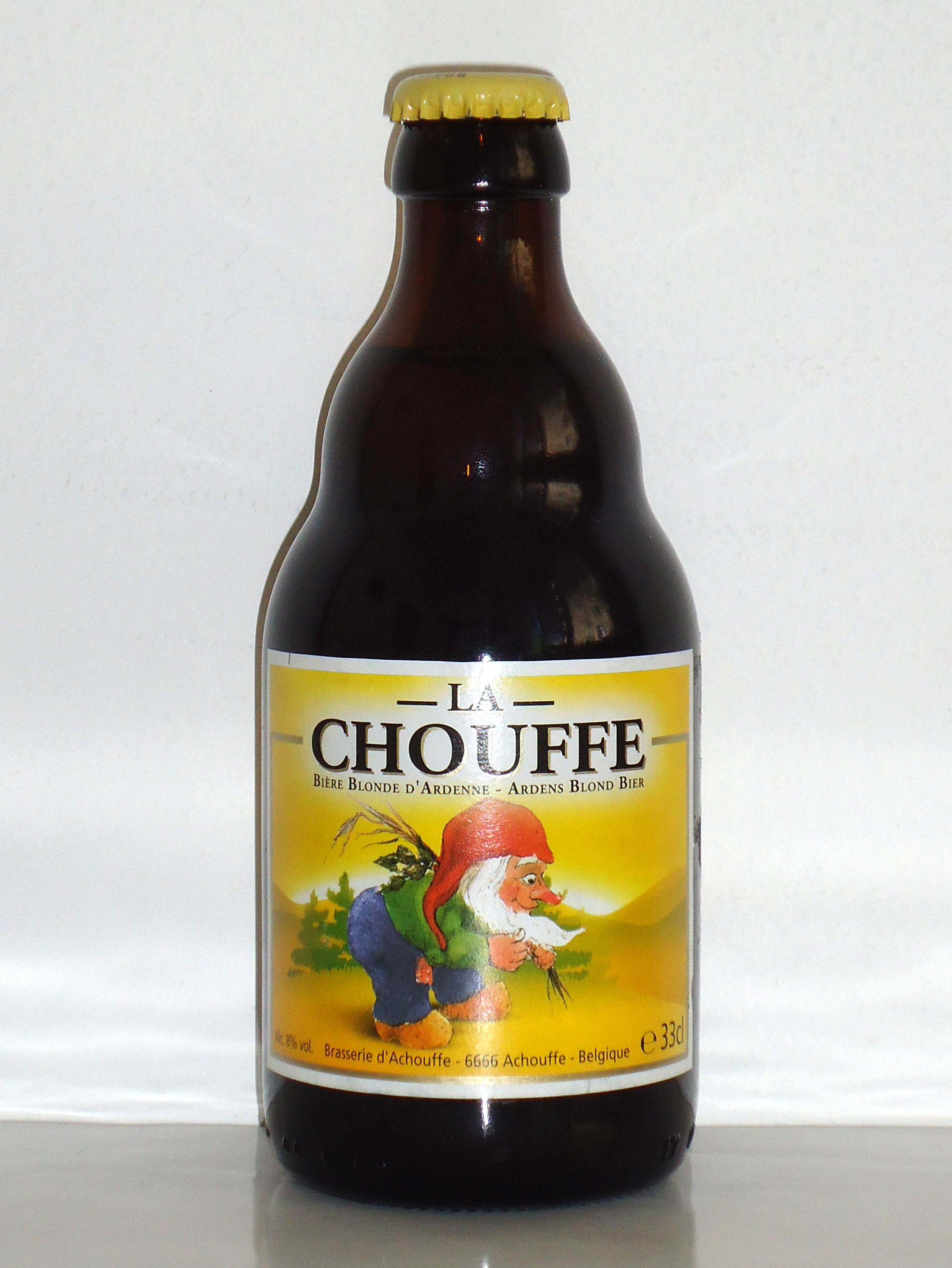
La Chouffe

Ces bières spéciales sont commercialisées en bouteilles champenoises de 75 cl ainsi qu'en bouteilles de 33 cl et en fût de 20 litres. Une dizaine de prix ont été attribués pour les produits de la brasserie.
- la Chouffe titre à 8 % d'alcool. C'est une bière blonde non filtrée, refermentée en bouteille ou en fût. Elle est fruitée, épicée à la coriandre et légèrement houblonnée.
- la Mc Chouffe titre à 8 % d'alcool. C'est une bière brune non filtrée, refermentée en bouteille ou en fût. Elle est légèrement amère malgré son bouquet fruité. On lui donne parfois le surnom de scotch de l'Ardenne.
- la Houblon Chouffe titre à 9 % d'alcool. C'est une bière blonde non filtrée, refermentée en bouteille ou en fût. Elle est composée de trois variétés de houblons qui lui procurent une certaine amertume.
- la N'Ice Chouffe titre à 10 % d'alcool. C'est une bière brune d'hiver refermentée en bouteille ou en fût. Elle est épicée au thym et au curaçao et est légèrement houblonnée.
- la Chouffe Soleil titre à 6% d'alcool. C'est une bière spéciale blonde délicatement fruitée, aux saveurs d'agrumes rafraîchissantes. Cette bière non filtrée et refermentée aussi bien en bouteille qu'en fût.
- la Chouffe Bok 6666 titre à 6,66 % d'alcool. C'est une bière ambrée de saison de type Bok destinée à l'exportation vers les Pays-Bas.
- la Cherry Chouffe titre à 8% d'alcool. C'est une bière fruitée à la cerise et à l'édulcorant qui a vu le jour en 2017. Elle est refermentée aussi bien en bouteille qu'en fût.

## Visite
Après un film d’introduction, la visite de la brasserie et de l'atelier des lutins est commentée par un guide.

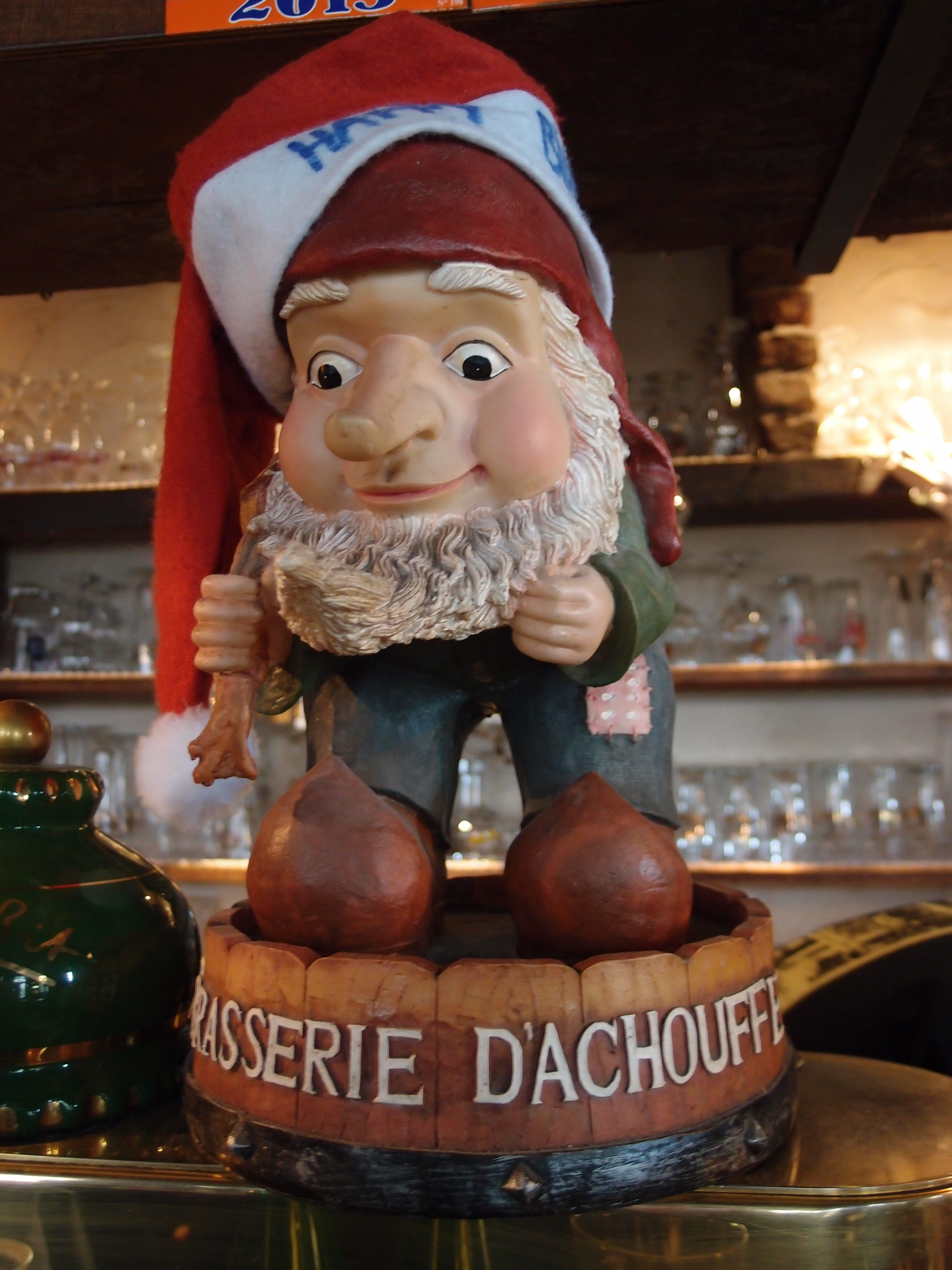
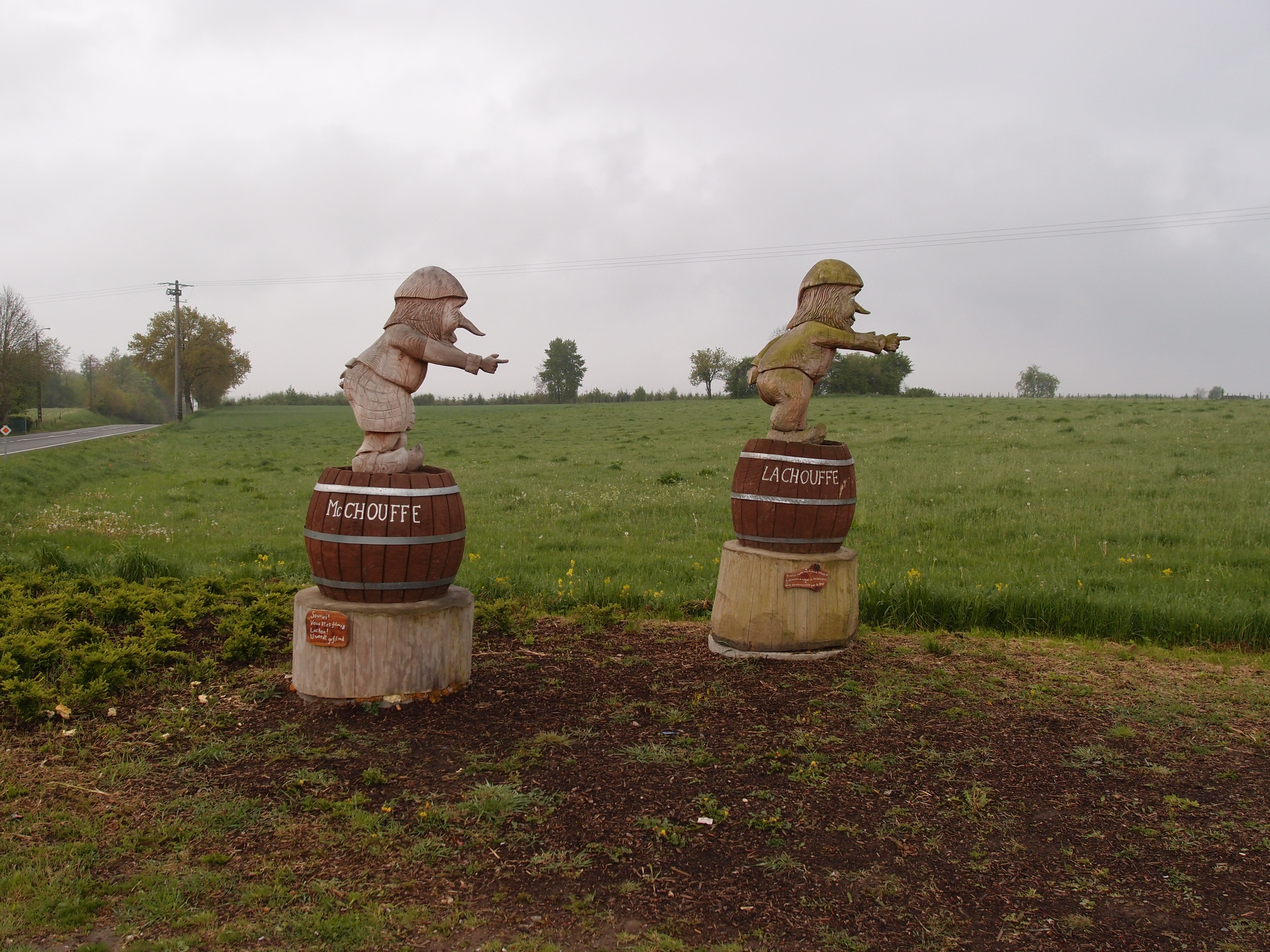
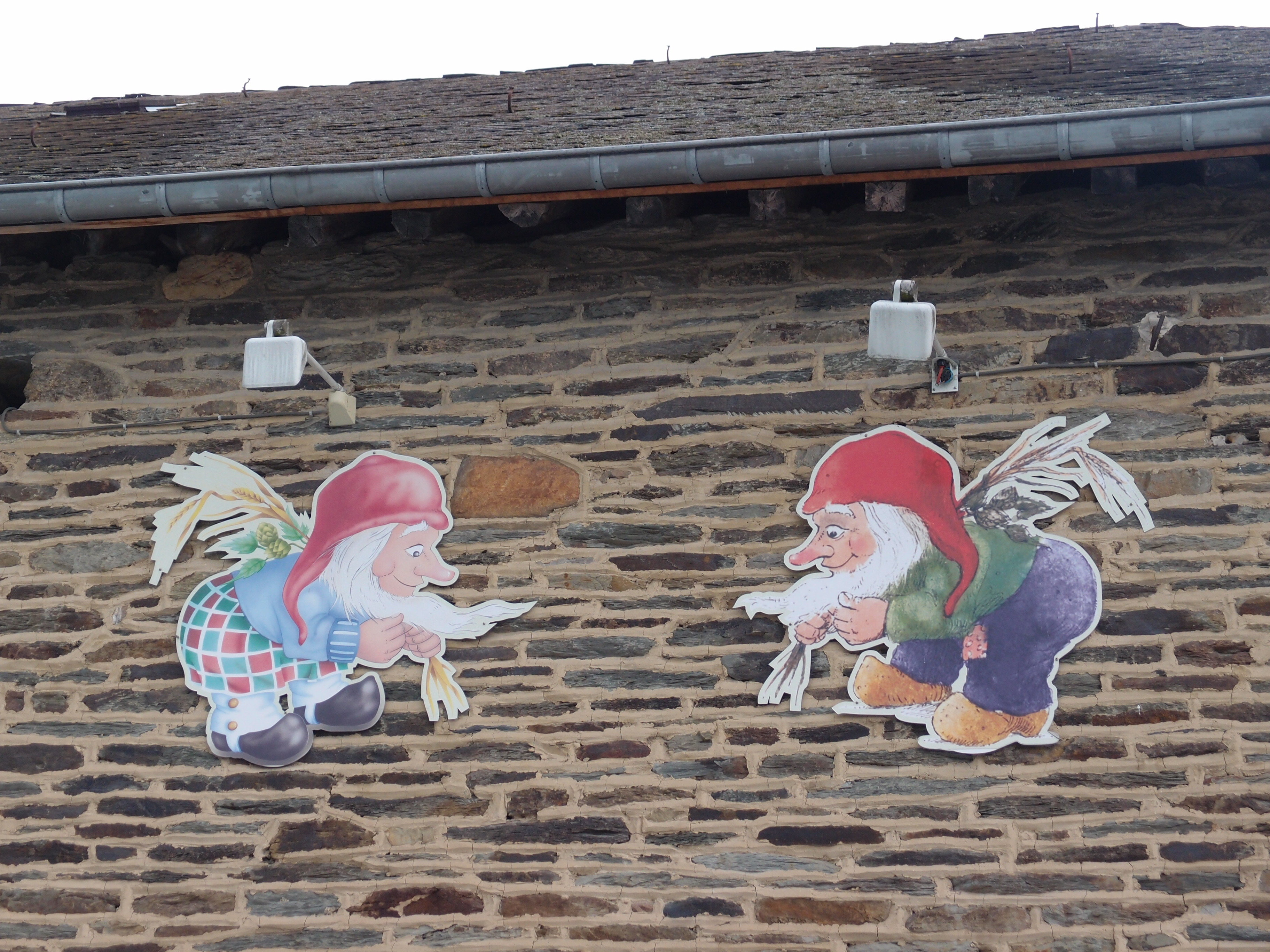

## Autres brasseries du groupe Duvel Moortgat en Belgique
- Brasserie De Koninck
- Brasserie Duvel
- Brasserie Liefmans